# Dimanches d'août
Dimanches d'août est un roman de Patrick Modiano paru le septembre 1986 aux éditions Gallimard.

## Résumé
C’est l’histoire de la cavale mélancolique et douce d’un couple qui se planque dans une triste chambre meublée de Nice. Sylvia porte en pendentif un magnifique diamant, « la Croix du Sud », dont on devine qu’il ne leur appartient pas et qu’ils vont devoir vendre pour poursuivre leur fuite.
Au début du récit, on devine que la jeune femme a disparu. Le narrateur, se disant photographe d'art pour avoir préparé un livre sur les plages fluviales de la région parisienne, semble avoir renoncé à la retrouver et tue le temps dans des promenades dans les rues de Nice durant lesquelles il retrouve le mari de Sylvia qui est maintenant camelot vendant des vêtements de cuir, après une vie plus aisée. Après une tentative de dialogue ratée, le mari disparaît également.
Petit à petit, l’histoire se développe et apparaît un couple, les Neal, qui s’intéresse au bijou. La vente est presque réalisée mais la jeune femme disparaît avec eux : a-t-elle été enlevée ? S’est-elle enfuie volontairement ? 
Les souvenirs s’égrènent et on apprend la rencontre du couple sur les bords de la Marne, à La Varenne Saint-Hilaire, dans le décor des riches villas construites par les proxénètes et les trafiquants, l’apparition du diamant qui a une histoire mouvementée et trouble et le début de la fuite des deux amants.

## Personnages
- Jean : le narrateur, jeune photographe d'art
- Sylvia : sa compagne et soi-disant épouse de Frédéric Villecourt
- Les Neal : Virgil, alias Paul Alessandri, homme d'affaires "américain" spécialisé dans la parfumerie-cosmétique
- Barbara, son épouse
- M. Condé-Jones : consul américain à Nice
- Frédéric Villecourt : conjoint de Sylvia (il regrette de ne pas l'avoir épousée)
- Mme Villecourt : mère de Frédéric, propriétaire de chevaux de course
- le majordome de Mme Villecourt
- un employé de "France Cuir" accompagnant Villecourt
- un autre vendeur de "France Cuir"
- l'employé du consul
- Un photographe ambulant
- le comédien Raymond Aimos cité dans la conversation de Mme Villecourt

## Éditions
- Dimanches d'août, éditions Gallimard, 1986  (ISBN 2070707598).